# القعقاع (السوادية)

تعديل مصدري - تعديل

القعقاع هي إحدى قرى عزلة الطاهرية بمديرية السوادية التابعة لمحافظة البيضاء، بلغ تعداد سكانها 1007 نسمة حسب تعداد اليمن لعام 2004.